# U-160 (1941)
| U-160                                                                                                | U-160 | U-160 |
| --- | --- | --- |
| U 160                                                                                                | | |
| | | |
| Зображення підводного човна U-505, однотипного з U-160                                               | | |
| Верф                                                                                                 | Deutsche Schiff- und Maschinenbau, AG Weser, Бремен | Deutsche Schiff- und Maschinenbau, AG Weser, Бремен |
| Під прапором                                                                                         | Третій Рейх | Третій Рейх |
| Належність                                                                                           | Крігсмаріне | Крігсмаріне |
| Порт приписки                                                                                        | Штеттін Лор'ян | Штеттін Лор'ян |
| Замовлення                                                                                           | 23 грудня 1939 | 23 грудня 1939 |
| Закладений                                                                                           | 21 листопада 1940 | 21 листопада 1940 |
| Спуск на воду                                                                                        | 12 липня 1941 | 12 липня 1941 |
| Введений до складу флоту                                                                             | 16 жовтня 1941 | 16 жовтня 1941 |
| На службі                                                                                            | 1941—1943 | 1941—1943 |
| Загибель                                                                                             | 14 липня 1943 року потоплений «Евенджерами» та «Вайлдкетами» з ескортного авіаносця ВМС США «Санті» південніше Азорських островів                                       | 14 липня 1943 року потоплений «Евенджерами» та «Вайлдкетами» з ескортного авіаносця ВМС США «Санті» південніше Азорських островів                                       |
| Сучасний статус                                                                                      | затоплений | затоплений |
| Бойовий досвід                                                                                       | Друга світова війна Битва за Атлантику Кампанія в Карибському морі | Друга світова війна Битва за Атлантику Кампанія в Карибському морі |
| Проєкт                                                                                               | | |
| Тип ПЧ                                                                                               | великий океанський торпедний ДПЧ | великий океанський торпедний ДПЧ |
| Основні характеристики                                                                               | | |
| Швидкість (надводна)                                                                                 | 18,2 вузла (33,7 км/год) | 18,2 вузла (33,7 км/год) |
| Швидкість (підводна)                                                                                 | 7,3 (13,5 км/год) | 7,3 (13,5 км/год) |
| Робоча глибина занурення                                                                             | 100 м | 100 м |
| Гранична глибина занурення                                                                           | 230 м | 230 м |
| Дальність плавання                                                                                   | 64 милі (119 км) на швидкості 4 вузли (7,4 км/год) (у підводному положенні) 13 450 морських миль (24 910 км на швидкості 10 вузлів (19 км/год) (у надводному положенні) | 64 милі (119 км) на швидкості 4 вузли (7,4 км/год) (у підводному положенні) 13 450 морських миль (24 910 км на швидкості 10 вузлів (19 км/год) (у надводному положенні) |
| Екіпаж                                                                                               | 48 офіцерів та матросів | 48 офіцерів та матросів |
| Розміри                                                                                              | | |
| Довжина найбільша (по КВЛ)                                                                           | 76,76 м | 76,76 м |
| Ширина корпусу найб.                                                                                 | 6,76 м | 6,76 м |
| Висота                                                                                               | 9,6 м | 9,6 м |
| Середня осадка (по КВЛ)                                                                              | 4,7 м | 4,7 м |
| Водотоннажність надводна                                                                             | 1120 т | 1120 т |
| Силова установка                                                                                     | | |
| Дизель-електрична: 2 дизельні двигуни MAN M 9 V 40/46 2 електродвигуни Siemens-Schuckert 2 GU 345/34 | | |
| Гвинти                                                                                               | 2 | 2 |
| Потужність                                                                                           | 2 × 2200 к.с. (дизелі) 2 × 740 к.с. (електродвигуни) | 2 × 2200 к.с. (дизелі) 2 × 740 к.с. (електродвигуни) |
| Озброєння                                                                                            | | |
| Артилерія                                                                                            | 1 × 105-мм палубна гармата SK C/32 | 1 × 105-мм палубна гармата SK C/32 |
| Торпедно- мінне озброєння                                                                            | 4 носових і 2 кормових ТА; 22 торпеди або 44 міни TMA чи 66 TMB | 4 носових і 2 кормових ТА; 22 торпеди або 44 міни TMA чи 66 TMB |
| ППО                                                                                                  | 1 × 37-мм зенітна гармата SKC/30 2 (1 × 2) × 20-мм зенітні гармати FlaK 30                                                                                              | 1 × 37-мм зенітна гармата SKC/30 2 (1 × 2) × 20-мм зенітні гармати FlaK 30                                                                                              |

U-160 — німецький великий океанський підводний човен типу IXC, що входив до складу Військово-морських сил Третього Рейху за часів Другої світової війни. Закладений 21 листопада 1940 року на верфі Deutsche Schiff- und Maschinenbau, AG Weser у Бремені під будівельним номером 1010. Спущений на воду 12 липня 1941 року, а 16 жовтня 1941 року корабель увійшов до складу ВМС нацистської Німеччини.

## Історія служби
U-160 належав до серії німецьких підводних човнів типу IXC, великих океанських човнів, призначених діяти на морських комунікаціях противника на далеких відстанях у відкритому океані. Човнів цього типу було випущено 54 одиниці і вони дуже успішно та результативно проявили себе в ході бойових дій в Атлантиці. 16 жовтня 1941 року U-160 розпочав службу у складі 4-ї навчальної флотилії, а з 1 березня 1942 року переведений до бойового складу 10-ї флотилії ПЧ Крігсмаріне.
З квітня 1942 до липня 1943 року U-160 здійснив 5 бойових походів в Атлантичний океан, в яких провів 344 дні. Човен посів 14-те місце серед найрезультативніших підводних човнів Крігсмаріне, що діяли за роки Другої світової війни, потопивши 26 торговельних суден (156 082 GRT) та пошкодивши ще п'ять суден (34 419 GRT).
14 липня 1943 року U-160 був виявлений союзною палубною авіацією та потоплений у Північній Атлантиці південніше Азорських островів у результаті торпедної атаки бомбардувальників «Евенджер» і «Вайлдкет» з американського авіаносця «Санті». Всі 57 членів екіпажу загинули.

## Командири
- Капітан-лейтенант Георг Лассен (16 жовтня 1941 — 14 червня 1943)
- Оберлейтенант-цур-зее Герд фон Поммер-Еше (15 червня — 14 липня 1943)

## Перелік уражених U-160 суден у бойових походах
| №                                                         | Дата              | Командир ПЧ         | Назва             | Тип                | Належність      | Водотоннажність (брт) | Вантаж                                                                             | Конвой         | Результат та координати                                                 | Наслідки атаки для екіпажу      | Прим.                 |
| --------------------------------------------------------- | ----------------- | ------------------- | ----------------- | ------------------ | --------------- | --------------------- | ---------------------------------------------------------------------------------- | -------------- | ----------------------------------------------------------------------- | ------------------------------- | --------------------- |
| Перший похід (1.03—28.04.1942, 59 діб; Гельголанд—Лор'ян) |                   |                     |                   |                    |                 |                       |                                                                                    |                |                                                                         |                                 |                       |
| 1                                                         | 27 березня 1942   | Kptlt. Георг Лассен | Equipoise         | суховантажне судно | Панама          | 6 210                 | 8000 тонн марганцевої руди                                                         |                | потоплено 36°36′ пн. ш. 74°45′ зх. д. / 36.600° пн. ш. 74.750° зх. д.   | 54 (41 загиблий та 13 вцілілих) |                       |
| 2                                                         | 29 березня 1942   | Kptlt. Георг Лассен | City of New York  | пасажирське судно  | США             | 8 272                 | 6612 тонн хромової руди, деревини, вовни, шкіри та азбесту                         |                | потоплено 35°16′ пн. ш. 74°25′ зх. д. / 35.267° пн. ш. 74.417° зх. д.   | 132 (26 загинуло та 106 вижило) |                       |
| 3                                                         | 1 квітня 1942     | Kptlt. Георг Лассен | Rio Blanco        | суховантажне судно | Велика Британія | 4 086                 | 6440 тонн залізної руди                                                            |                | потоплено 35°16′ пн. ш. 74°18′ зх. д. / 35.267° пн. ш. 74.300° зх. д.   | 40 (19 загинули та 21 вцілілий) |                       |
| 4                                                         | 6 квітня 1942     | Kptlt. Георг Лассен | Bidwell           | танкер             | США             | 6 837                 | 83 144 барелі мазуту                                                               |                | пошкоджений 34°25′ пн. ш. 75°57′ зх. д. / 34.417° пн. ш. 75.950° зх. д. | 33 (1 загинув та 32 вижили)     |                       |
| 5                                                         | 9 квітня 1942     | Kptlt. Георг Лассен | Malchace          | суховантажне судно | США             | 3 516                 | 3628 тонн кальцинованої соди                                                       |                | потоплено 34°28′ пн. ш. 75°56′ зх. д. / 34.467° пн. ш. 75.933° зх. д.   | 29 (1 загинув та 28 вижили)     |                       |
| 6                                                         | 11 квітня 1942    | Kptlt. Георг Лассен | Ulysses           | пасажирське судно  | Велика Британія | 14 647                | 9544 тонни генеральних вантажів, у тому числі 4000 тонн чавуну                     |                | потоплено 34°23′ пн. ш. 75°35′ зх. д. / 34.383° пн. ш. 75.583° зх. д.   | 290 (усі вижили)                |                       |
| Другий похід (20.06—24.08.1942, 66 діб; Лор'ян—Лор'ян)    |                   | Kptlt. Георг Лассен |                   |                    |                 |                       |                                                                                    |                |                                                                         |                                 |                       |
| 7                                                         | 16 липня 1942     | Kptlt. Георг Лассен | Beaconlight       | танкер             | Панама          | 6 926                 | баласт                                                                             |                | потоплений 10°59′ пн. ш. 61°05′ зх. д. / 10.983° пн. ш. 61.083° зх. д.  | 41 (1 загинув та 40 вижили)     |                       |
| 8                                                         | 18 липня 1942     | Kptlt. Георг Лассен | Carmona           | суховантажне судно | Панама          | 5 496                 | 7138 тонн льону                                                                    |                | потоплено 10°58′ пн. ш. 61°20′ зх. д. / 10.967° пн. ш. 61.333° зх. д.   | 35 (4 загинули та 31 вцілілий)  |                       |
| 9                                                         | 21 липня 1942     | Kptlt. Георг Лассен | Donovania         | танкер             | Велика Британія | 8 149                 | баласт                                                                             |                | потоплений 10°56′ пн. ш. 61°10′ зх. д. / 10.933° пн. ш. 61.167° зх. д.  | 52 (5 загинули та 47 вціліло)   |                       |
| 10                                                        | 25 липня 1942     | Kptlt. Георг Лассен | Telamon           | суховантажне судно | Нідерланди      | 2 078                 | 2400 тонн бокситів і 136 тонн лісу                                                 |                | потоплено 09°15′ пн. ш. 59°54′ зх. д. / 9.250° пн. ш. 59.900° зх. д.    | 37 (23 загинули та 14 вціліло)  |                       |
| 11                                                        | 29 липня 1942     | Kptlt. Георг Лассен | Prescodoc         | суховантажне судно | Канада          | 1 938                 | баласт                                                                             |                | потоплено 08°50′ пн. ш. 59°05′ зх. д. / 8.833° пн. ш. 59.083° зх. д.    | 21 (16 загинули та 5 вціліли)   |                       |
| 12                                                        | 2 серпня 1942     | Kptlt. Георг Лассен | Treminnard        | суховантажне судно | Велика Британія | 4 694                 | баласт                                                                             |                | потоплено 10°40′ пн. ш. 57°07′ зх. д. / 10.667° пн. ш. 57.117° зх. д.   | 39 (усі вціліли)                |                       |
| 13                                                        | 4 серпня 1942     | Kptlt. Георг Лассен | Havsten           | танкер             | Норвегія        | 6 161                 | баласт                                                                             |                | пошкоджений 10°25′ пн. ш. 56°00′ зх. д. / 10.417° пн. ш. 56.000° зх. д. | 33 (1 загинув, решта вціліли)   |                       |
| Третій похід (23.09—09.12.1942, 78 діб; Лор'ян—Лор'ян)    |                   | Kptlt. Георг Лассен |                   |                    |                 |                       |                                                                                    |                |                                                                         |                                 |                       |
| 14                                                        | 16 жовтня 1942    | Kptlt. Георг Лассен | Castle Harbour    | суховантажне судно | Велика Британія | 730                   | баласт                                                                             | Конвой TRIN-19 | потоплено 11°00′ пн. ш. 61°10′ зх. д. / 11.000° пн. ш. 61.167° зх. д.   | 23 (9 загиблих та 14 вижили)    |                       |
| 15                                                        | 16 жовтня 1942    | Kptlt. Георг Лассен | Winona            | суховантажне судно | США             | 6 197                 | 8000 тонн вугілля                                                                  | Конвой TRIN-19 | пошкоджено 11°00′ пн. ш. 61°10′ зх. д. / 11.000° пн. ш. 61.167° зх. д.  | 56 (усі вижили)                 |                       |
| 16                                                        | 3 листопада 1942  | Kptlt. Георг Лассен | Chr. J. Kampmann  | суховантажне судно | Канада          | 2 260                 | Цукор і ром                                                                        | Конвой TAG-18  | потоплено 11°00′ пн. ш. 61°10′ зх. д. / 11.000° пн. ш. 61.167° зх. д.   | 27 (19 загинули та 8 вижили)    |                       |
| 17                                                        | 3 листопада 1942  | Kptlt. Георг Лассен | Thorshavet        | танкер             | Норвегія        | 11 015                | 15 000 тонн мазуту                                                                 | Конвой TAG-18  | потоплений 12°16′ пн. ш. 64°06′ зх. д. / 12.267° пн. ш. 64.100° зх. д.  | 46 (3 загинули та 43 вижили)    |                       |
| 18                                                        | 3 листопада 1942  | Kptlt. Георг Лассен | Gypsum Empress    | суховантажне судно | Велика Британія | 4 034                 | 6200 тонн бокситів                                                                 | Конвой TAG-18  | потоплено 12°27′ пн. ш. 64°04′ зх. д. / 12.450° пн. ш. 64.067° зх. д.   | 40 (усі вижили)                 |                       |
| 19                                                        | 3 листопада 1942  | Kptlt. Георг Лассен | Leda              | танкер             | Панама          | 8 546                 | мазут                                                                              | Конвой TAG-18  | потоплений 12°16′ пн. ш. 64°06′ зх. д. / 12.267° пн. ш. 64.100° зх. д.  | 48 (усі вціліли)                |                       |
| 20                                                        | 6 листопада 1942  | Kptlt. Георг Лассен | Arica             | суховантажне судно | Велика Британія | 5 431                 | 7000 тонн генеральних вантажів і пошти                                             | Конвой TRIN-24 | потоплено 10°58′ пн. ш. 60°52′ зх. д. / 10.967° пн. ш. 60.867° зх. д.   | 67 (12 загиблих та 55 вижили)   |                       |
| 21                                                        | 11 листопада 1942 | Kptlt. Георг Лассен | City of Ripon     | суховантажне судно | Велика Британія | 6 368                 | 2000 тонн піску як баласт                                                          |                | потоплено 08°40′ пн. ш. 59°20′ зх. д. / 8.667° пн. ш. 59.333° зх. д.    | 78 (56 загиблих та 22 вижили)   |                       |
| 22                                                        | 21 листопада 1942 | Kptlt. Георг Лассен | Bintang           | суховантажне судно | Нідерланди      | 6 481                 |                                                                                    |                | потоплено 10°30′ пн. ш. 51°00′ зх. д. / 10.500° пн. ш. 51.000° зх. д.   | 73 (22 загинули та 51 вцілілий) |                       |
| Четвертий похід (06.01—10.05.1943, 125 діб; Лор'ян—Бордо) |                   | Kptlt. Георг Лассен |                   |                    |                 |                       |                                                                                    |                |                                                                         |                                 |                       |
| 23                                                        | 8 лютого 1943     | Kptlt. Георг Лассен | Roger B. Taney    | суховантажне судно | США             | 7 191                 | баласт                                                                             |                | потоплено 22°00′ пд. ш. 07°45′ зх. д. / 22.000° пд. ш. 7.750° зх. д.    | 57 (3 загиблих та 54 вцілілих)  | судно класу «Ліберті» |
| 24                                                        | 3 березня 1943    | Kptlt. Георг Лассен | Harvey W. Scott   | суховантажне судно | США             | 7 176                 | 8250 тонн вибухових речовин, бензину та генеральних вантажів                       | Конвой DN-21   | потоплено 31°54′ пд. ш. 30°37′ сх. д. / 31.900° пд. ш. 30.617° сх. д.   | 61 (усі вціліли)                | судно класу «Ліберті» |
| 25                                                        | 3 березня 1943    | Kptlt. Георг Лассен | Nirpura           | суховантажне судно | Велика Британія | 5 961                 | 39 військовиків армії Південної Африки та 800 мулів                                | Конвой DN-21   | потоплено 32°47′ пд. ш. 30°48′ сх. д. / 32.783° пд. ш. 30.800° сх. д.   | 126 (38 загинули та 88 вціліли) |                       |
| 26                                                        | 3 березня 1943    | Kptlt. Георг Лассен | Tibia             | танкер             | Нідерланди      | 10 356                | баласт                                                                             | Конвой DN-21   | пошкоджений 32°00′ пд. ш. 30°21′ сх. д. / 32.000° пд. ш. 30.350° сх. д. | 61 (усі вціліли)                |                       |
| 27                                                        | 4 березня 1943    | Kptlt. Георг Лассен | Empire Mahseer    | суховантажне судно | Велика Британія | 5 087                 | 2000 тонн марганцевої руди                                                         | Конвой DN-21   | потоплено 32°01′ пд. ш. 30°48′ сх. д. / 32.017° пд. ш. 30.800° сх. д.   | 54 (18 загинули та 36 вціліли)  |                       |
| 28                                                        | 4 березня 1943    | Kptlt. Георг Лассен | Marietta E.       | суховантажне судно | Велика Британія | 7 628                 | 4865 тонн державних і комерційних запасів і 8 десантних катерів як палубний вантаж | Конвой DN-21   | потоплено 31°49′ пд. ш. 31°11′ сх. д. / 31.817° пд. ш. 31.183° сх. д.   | 45 (5 загинули та 40 вціліли)   |                       |
| 29                                                        | 4 березня 1943    | Kptlt. Георг Лассен | Sheaf Crown       | суховантажне судно | Велика Британія | 4 868                 | Державні запаси й майно, в тому числі 2000 тонн вибухівки                          | Конвой DN-21   | пошкоджено 31°49′ пд. ш. 31°11′ сх. д. / 31.817° пд. ш. 31.183° сх. д.  | 48 (3 загинули та 45 вціліли)   |                       |
| 30                                                        | 8 березня 1943    | Kptlt. Георг Лассен | James B. Stephens | суховантажне судно | США             | 7 176                 | 1086 тонн пляшок, ліків, гвинтів та особистих речей                                |                | потоплено 28°53′ пд. ш. 33°18′ сх. д. / 28.883° пд. ш. 33.300° сх. д.   | 63 (1 загинув та 62 вціліли)    | судно класу «Ліберті» |
| 31                                                        | 11 березня 1943   | Kptlt. Георг Лассен | Aelybryn          | суховантажне судно | США             | 4 986                 | 7935 тонн генеральних вантажів                                                     |                | потоплено 29°08′ пд. ш. 34°05′ сх. д. / 29.133° пд. ш. 34.083° сх. д.   | 41 (9 загинуло та 32 вижили)    |                       |